# ホンダ・ドマーニ
ドマーニ（DOMANI）は、本田技研工業が生産・販売していたセダン型の小型乗用車である。

## 概要
コンチェルトの後継として1992年に発売され、シビックフェリオとプラットフォームを共用していた。販売はクリオ店で、いすゞ自動車へもジェミニ（4代目および5代目）としてOEM供給されていた。

## 初代 MA4/5/6/7型（1992-1997年）
1992年10月30日に発表された（発売は11月4日）。EG型シビックフェリオをベースとしており、シャシは共有していたが、バブル期に開発されたこともあり、内外装は完全にオリジナルのものが用いられていた。フェリオを上回る室内空間を獲得しているほか、全車 運転席SRSエアバッグ、ボディ同色電動リモコンドアミラー、ボディ同色ドアハンドル、フルオートエアコン、AM/FMラジオチューナー内蔵カセットオーディオ、チルト機構付きパワーステアリング、パワーウィンドウ、パワードアロックが標準で装備された。
1995年から2001年まで生産・販売されていた欧州、英国仕様シビック5ドアハッチバックおよびステーションワゴン（エアロデッキ）は、バンパーを除いた前半部の外装および内装がドマーニと共通のデザインであるが、これらは、当時提携関係にあった英国オースチン・ローバー・グループ（ARG）との共同開発であり、欧州仕様のシビック5ドアをベースとして作られたローバー・400シリーズとは姉妹関係にある。
1993年からは、小型乗用車（ワンボックスを除く）の自社開発から撤退したいすゞ自動車にジェミニとしてOEM供給され、2代目の生産終了時までの7年間供給が続けられた。
EK型シビック発売後も併売され、2代目インテグラに搭載されたB18Bエンジンを積んだ「1.8Si-G」「1.8Si」グレードが存在した。
型式 - E-MA5（1.8L・FF）、E-MA4（1.6L・FF）、E-MA6（1.6L・4WD）
グレード - 1.8L・FF ：「Si-G」、「Si」1.6L・FF：「Vi」、「Ri」1.6L・4WD：「Ri-F」
1994年2月25日に、一部変更が行なわれた。「Si」に後部座席のセンターアームレストとオートアンテナを標準装備し、「Ri-F」の4WDをデュアルポンプ式に変更した。「Vi」と「Si」と「Si-G」のボディーカラーが追加された。さらに、VTEC-E（リーンバーン）の「Vi-Eフォンテーヌ」を追加した（型式：E-MA7、エンジン：D15B(1.5L・94PS)。運転席SRSエアバッグ、オートエアコンは標準装備だが、オーディオはオプションで、ドアミラー・ドアハンドルはボディ同色ではない。
1994年5月19日に、「Si」をベースとした クリオ10周年記念車「グランドステージ」が発表された（発売は翌5月20日）。
1994年9月1日に、「Vi」をベースとした クリオ10周年記念車「グランドステージX」が発表された（発売は翌9月2日）。
1995年10月12日に、シビックフェリオのモデルチェンジに合わせたマイナーチェンジが行なわれた。メッキ枠がついたフロントグリルに変更され、14インチフルホイールキャップのデザインが変更された（13インチは従来通り）。白・黒・シルバー以外のボディーカラーが差し替えられた。「Vi-Eフォンテーヌ」は、CDチェンジャーコントロール機能付きAM/FM電子チューナー式カセットステレオが標準装備となり、ドアミラーとドアハンドルがボディ同色になった。ATのセレクターボタンをメッキ化 などが行われた。
1996年12月に生産終了。在庫対応分のみの販売となる。
1997年1月に2代目と入れ替わる形で販売終了。

## 2代目 MB3/4/5型（1997-2001年）
1997年1月30日にフルモデルチェンジが行なわれた（発売は翌1月31日）。EK型シビックフェリオをベースにした2代目は、バブル景気の崩壊によるコストダウンの観点から外装（フロント・リア意匠の変更）や内装の一部を除いてほぼフェリオと共通となったため、ドマーニの独自性は薄れてしまった。ただし、日本仕様のシビックには存在しないベージュ内装を選択できた。また、先代同様いすゞにジェミニとしてOEM供給されたが、ドマーニが前後クリアウィンカーレンズであるのに対し、カナダで発売されたアキュラ・ELと同じアンバーとされ、差別化が図られた。
フロントマスクは5代目アコードに近い独特な横長タイプであった。最上級グレードの「X」は、トランスミッションはシビック同様ホンダマルチマチックが搭載されたが、エンジンはシビックが新開発の1.5L 3stage VTECであったのに対して、1.6L VTEC-Eエンジンであった。
- 型式 - E-MB3（1.5L・FF）、E-MB4（1.6L・FF）、E-MB5（1.6L・4WD）
- グレード - 1.5L・FF ：「15E」1.6L・FF：「16G」、「16X」1.6L・4WD：「16G 4WD」

2000年9月にシビックのフルモデルチェンジが行われた際に、車種整理の対象となり、いすゞ自動車へのOEM供給を終了後、10月にジェミニの販売終了と同時に生産終了。以降在庫対応分のみの販売となる。
2001年6月に在庫対応分が完売し販売終了。これにより、クリオ店では2002年にフィットアリアが発売されるまで小型セダンの取り扱いがなくなる。2006年2月にホンダ車が全店全車種併売となり、シビックフェリオ後継車である8代目シビックの取り扱いが開始され、4年8か月ぶりにシビック系のセダンがクリオ店で取り扱われることになった。

## 搭載エンジン
ホンダ・D15B型
- エンジン種類:水冷直列4気筒横置き
- 弁機構:SOHCベルト駆動 吸気2 排気2 VTEC-E
- 最高出力:94PS/5,500rpm
- 最大トルク:13.4kgf·m/4,500rpm
- 総排気量:1,493cc
- 内径×行程:74.0mm × 84.5mm
- 圧縮比:9.3
- 燃料供給装置形式:電子制御燃料噴射式（ホンダPGM-FI）
- 使用燃料種類:無鉛レギュラーガソリン
- 燃料タンク容量:45L

ホンダ・ZC型
- エンジン種類:水冷直列4気筒横置き
- 弁機構:SOHCベルト駆動 吸気2 排気2
- 最高出力:120PS/6,300rpm
- 最大トルク:14.5kgf·m/3,000rpm
- 総排気量:1,590cc
- 内径×行程:75.0mm × 90.0mm
- 圧縮比:9.1
- 燃料供給装置形式:電子制御燃料噴射式（ホンダPGM-FI）
- 使用燃料種類:無鉛レギュラーガソリン
- 燃料タンク容量:初代D15B型を参照

ホンダ・ZC型（VTEC仕様）
- エンジン種類:水冷直列4気筒横置き
- 弁機構:SOHCベルト駆動 吸気2 排気2 VTEC
- 最高出力:130PS/6,600rpm
- 最大トルク:14.8kgf·m/5,200rpm
- 総排気量:1,590cc
- 内径×行程:75.0mm × 90.0mm
- 圧縮比:9.2
- 燃料供給装置形式:電子制御燃料噴射式（ホンダPGM-FI）
- 使用燃料種類:無鉛レギュラーガソリン
- 燃料タンク容量:初代D15B型を参照

ホンダ・B18B型
- エンジン種類:水冷直列4気筒横置き
- 弁機構:DOHCベルト駆動 吸気2 排気2
- 最高出力:140PS/6,300rpm
- 最大トルク:17.4kgf·m/5,000rpm
- 総排気量:1,834cc
- 内径×行程:81.0mm × 89.0mm
- 圧縮比:9.2
- 燃料供給装置形式:電子制御燃料噴射式（ホンダPGM-FI）
- 使用燃料種類:無鉛プレミアムガソリン
- 燃料タンク容量:初代D15B型を参照

ホンダ・D15B型
- エンジン種類:水冷直列4気筒横置き
- 弁機構:SOHCベルト駆動 吸気2 排気2
- 最高出力:105PS/6,400rpm
- 最大トルク:13.6kgf·m/4,500rpm
- 総排気量:1,493cc
- 内径×行程:74.0mm × 84.5mm
- 圧縮比:9.4
- 燃料供給装置形式:電子制御燃料噴射式（ホンダPGM-FI）
- 使用燃料種類:無鉛レギュラーガソリン
- 燃料タンク容量:45L

ホンダ・D16A型
- エンジン種類:水冷直列4気筒横置き
- 弁機構:SOHCベルト駆動 吸気2 排気2
- 最高出力:120PS/6,400rpm
- 最大トルク:14.7kgf·m/5,000rpm
- 総排気量:1,590cc
- 内径×行程:75.0mm × 90.0mm
- 圧縮比:9.4
- 燃料供給装置形式:電子制御燃料噴射式（ホンダPGM-FI）
- 使用燃料種類:無鉛レギュラーガソリン
- 燃料タンク容量:2代目D15B型を参照 / 47L（4WD）

ホンダ・D16A型（VTEC-E仕様）
- エンジン種類:水冷直列4気筒横置き
- 弁機構:SOHCベルト駆動 吸気2 排気2 VTEC-E
- 最高出力:120PS/6,500rpm
- 最大トルク:14.7kgf·m/5,000rpm
- 総排気量:1,590cc
- 内径×行程:75.0mm × 90.0mm
- 圧縮比:9.4
- 燃料供給装置形式:電子制御燃料噴射式（ホンダPGM-FI）
- 使用燃料種類:無鉛レギュラーガソリン
- 燃料タンク容量:2代目D15B型を参照

## 車名の由来
- イタリア語で明日、未来を意味する。